# Tatra 24
Tatra 24 byl těžký nákladní automobil se znakem náprav 6×4 a nosností 6 tun, vyráběný podnikem Tatra, a. s. v Kopřivnici. Vznikl jako třínápravová varianta Tatry 23, prvního nákladního automobilu značky s páteřovým rámem a výkyvnými polonápravami. Vyráběl se v provedení valník, autobus, sklápěč a v dalších variantách. Vyráběl se mezi lety 1929–1939, během této doby byl osazován širokou paletou zážehových i vznětových motorů. Vzniklo asi 353, dle jiných zdrojů přes 430 kusů.

## Historie
Tatra 24 vznikla odvozením od dvounápravového modelu Tatra 23. Doplněním druhé zadní hnané nápravy vzrostla užitečná hmotnost ze čtyř na šest tun. Vozy Tatra 23 a 24 byly prvními typy značky, využívajícím její dodnes charakteristickou koncepci s páteřovou nosnou rourou a výkyvnými polonápravami (tzv. „tatrovácká koncepce“). Oba typy měly charakteristickou krátkou a širokou kapotu motoru, přezdívanou „bulldog“, později ji však nahradila klasická úzká kapota. Výroba vozů Tatra 24 začala roku 1928. Zprvu používaly stejný motor jako lehčí vůz Tatra 23, a to zážehový čtyřválec Tatra 64 výkonu 65 koní. Postupně je výrobce začal osazovat i většími a výkonnějšími šestiválcovými motory, a to jak zážehovými tak i vznětovými. Vzrostla tak i užitečná hmotnost, až na 8 tun. Takto vznikly varianty Tatra 24/58, 24/59, 24/63, 24/65, 24/67. Napohled se od původní Tatry 24 lišily protáhlejší motorovou kapotou. Údaje o počtu vyrobených se podle zdroje liší, Hreblay udává 201 vozů Tatra 24 vzniklých mezi lety 1928–1931, kromě toho 78 vozů typů 59/65/67 mezi roky 1931–1939, 58 vozů 24/58 v letech 1930–1935, 16 sklápěčů T24/63 v období 1929–1931, celkem 353 vozů. Starší zdroj uvádí 372 vozů Tatra 24, třináct 24/58, šestnáct T24/63 a 36 T24/67.
Vozy Tatra 24 všech verzí zhotovoval výrobce ve verzích valník, autobus, sklápěč, cisterna, oplenový (pro převoz dřeva) a další. Kromě toho Tatra dodávala samostatné podvozky, na které si zákazníci nechali montovat nástavby (například autobusové) u samostatných karosáren. Řadu autobusů Tatra 24 objednaly a provozovaly i ČSD. Továrně vyráběné autobusy měly kostru karosérie svařenou z ocelových profilů. V roce 1935 nabízel výrobce podvozek Tatra 24/58 za 151 tisíc korun, valník za 165 tisíc Kč. Oproti autobusům měly nákladní vozy navíc přídavnou převodovku, pro zlepšení provozních vlastností v terénu.
Také Československá armáda se zajímala o nové typy Tatra 23 a 24. Po zkouškách prvního uvedeného vozu dala přednost Tatře 24, jejíž dvě hnané nápravy slibovaly lepší terénní vlastnosti. Na základě vypsané soutěže Ministerstva národní obrany (MNO) na automobily pro dělostřelectvo připravil výrobce speciální vůz Tatra 24 Sp.1. Šlo o upravený valník se sklopnou nakládací rampou vzadu, určený pro přepravu lehkého děla s pásovým tahačem. Typ zvítězil v porovnávacích zkouškách a v září 1929 byl zařazen do výzbroje jako dělový automobil vz. 29. Kromě uvedeného prototypu dostala armáda v roce 1930 ještě další čtyři vozy Tatra 24, všechny byly zařazeny k dělostřeleckému pluku č. 51. Ve větším množství pak armáda začala odebírat upravený a modernizovaný typ Tatra 29, nesoucí stejné armádní označení.
Francouzská firma Lorraine vyráběla licenčně několik typů značky Tatra pro francouzskou armádu. Patřilo mezi ně také 36 autocisteren Lorraine 24/58 (licenční Tatra 24/58), pro dopravu 8500 litrů leteckého benzínu. Vozy vznikly v roce 1934 nebo 1936.

## Technické údaje

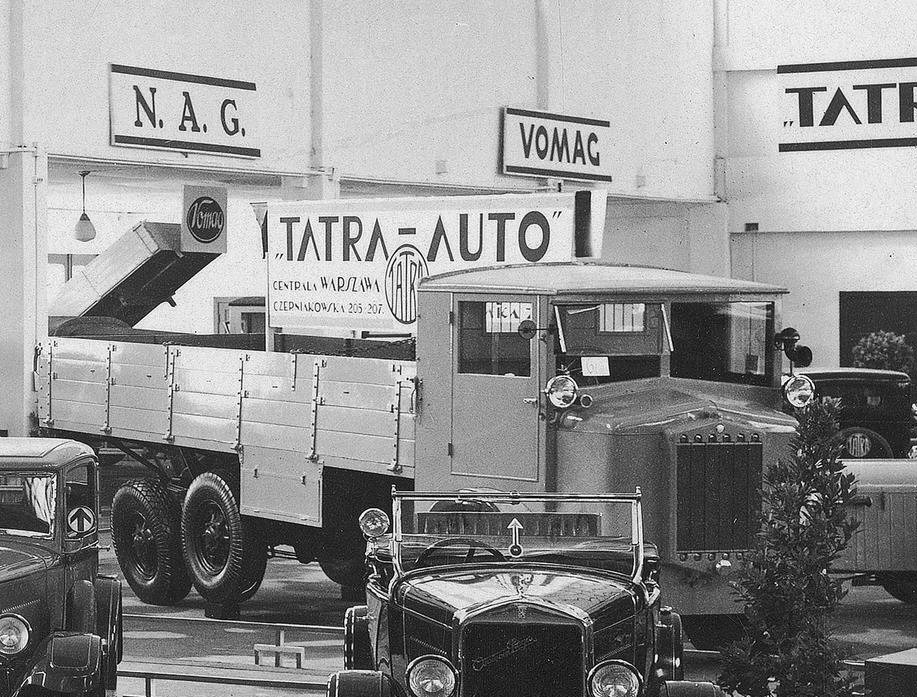
Valník Tatra 24 s kapotou „bulldog“, mezinárodní výstava v Poznani, 1930

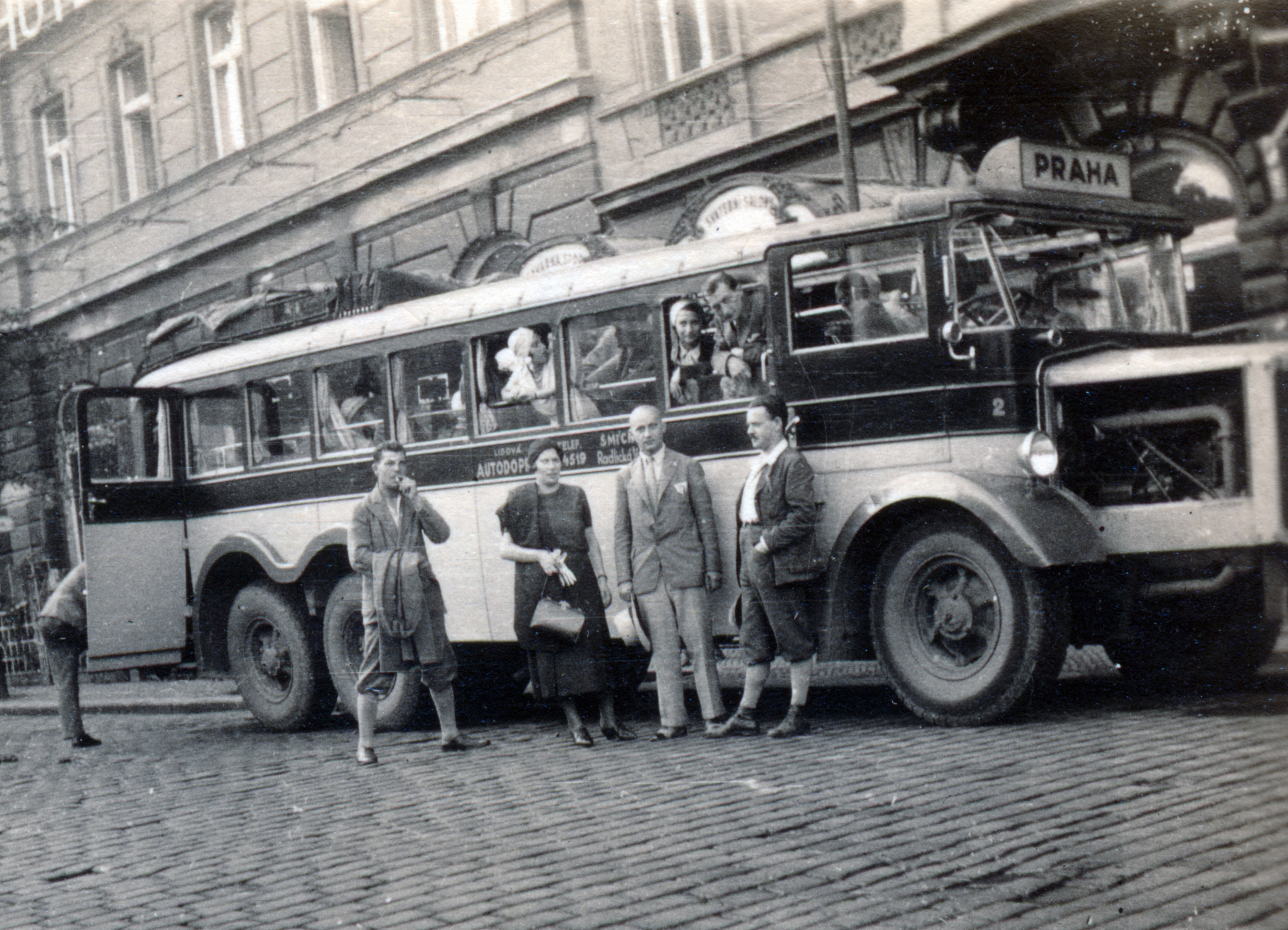
Autobus Tatra 24/58, 1936

### Motor a převodovka
Tatru 24 pohání řadový, vodou chlazený zážehový čtyřválec Tatra 64 s rozvodem OHV. Motor má zdvihový objem 7479 cm³ (vrtání válců 115 mm, zdvih 180 mm). Dosahuje výkon 47,8 kW (65 k) při 1500 ot./min. Palivovou směs připravuje karburátor Zenith 48 KB. Umístění motoru je vpředu, nad přední nápravou.
Mazání je tlakové oběžné. Chladič je článkový, se šesti samostatně vyměnitelnými články. Palivová nádrž má objem 150 l. Za motorem je umístěna suchá kuželová spojka. Za ní pak navazuje čtyřstupňová převodovka, u nákladních vozů doplněná redukční převodovkou, celkem 8+2 rychlosti.
Elektrická soustava pracuje s napětím 12 V, vyvíjeným dynamem výkonu 130 W.
Přehled instalovaných motorů (všechny chlazené vodou):
| Název                   | Tatra 64                        | Tatra 58                         | Tatra 59                        | Tatra 63                         | Tatra 67                        |
| ----------------------- | ------------------------------- | -------------------------------- | ------------------------------- | -------------------------------- | ------------------------------- |
| Typ                     | zážehový                        | zážehový                         | vznětový                        | zážehový                         | vznětový                        |
| Zdvihový objem          | 7479 cm³                        | 12215 cm³                        | 11218 cm³                       | 12215 cm³                        | 16625 cm³                       |
| Uspořádání              | řadový, 4 válce                 | řadový, 6 válců                  | řadový, 6 válců                 | řadový, 6 válců                  | řadový, 6 válců                 |
| Vrtání                  | 115 mm                          | 120 mm                           | 115 mm                          | 120 mm                           | 140 mm                          |
| Zdvih                   | 180 mm                          | 180 mm                           | 180 mm                          | 180 mm                           | 180 mm                          |
| Maximální výkon         | 47,8 kW (65 k) při 1500 ot./min | 80,9 kW (110 k) při 1500 ot./min | 58,8 kW (80 k) při 1500 ot./min | 84,6 kW (115 k) při 1500 ot./min | 103 kW (140 k) při 1500 ot./min |
| Spotřeba paliva a oleje | 35 l / 100 km 0,85 l /100 km    | 40 l / 100 km 0,85 l /100 km     | ?                               | 45 l / 100 km 0,85 l /100 km     | 45 l / 100 km 0,85 l /100 km    |

### Podvozek

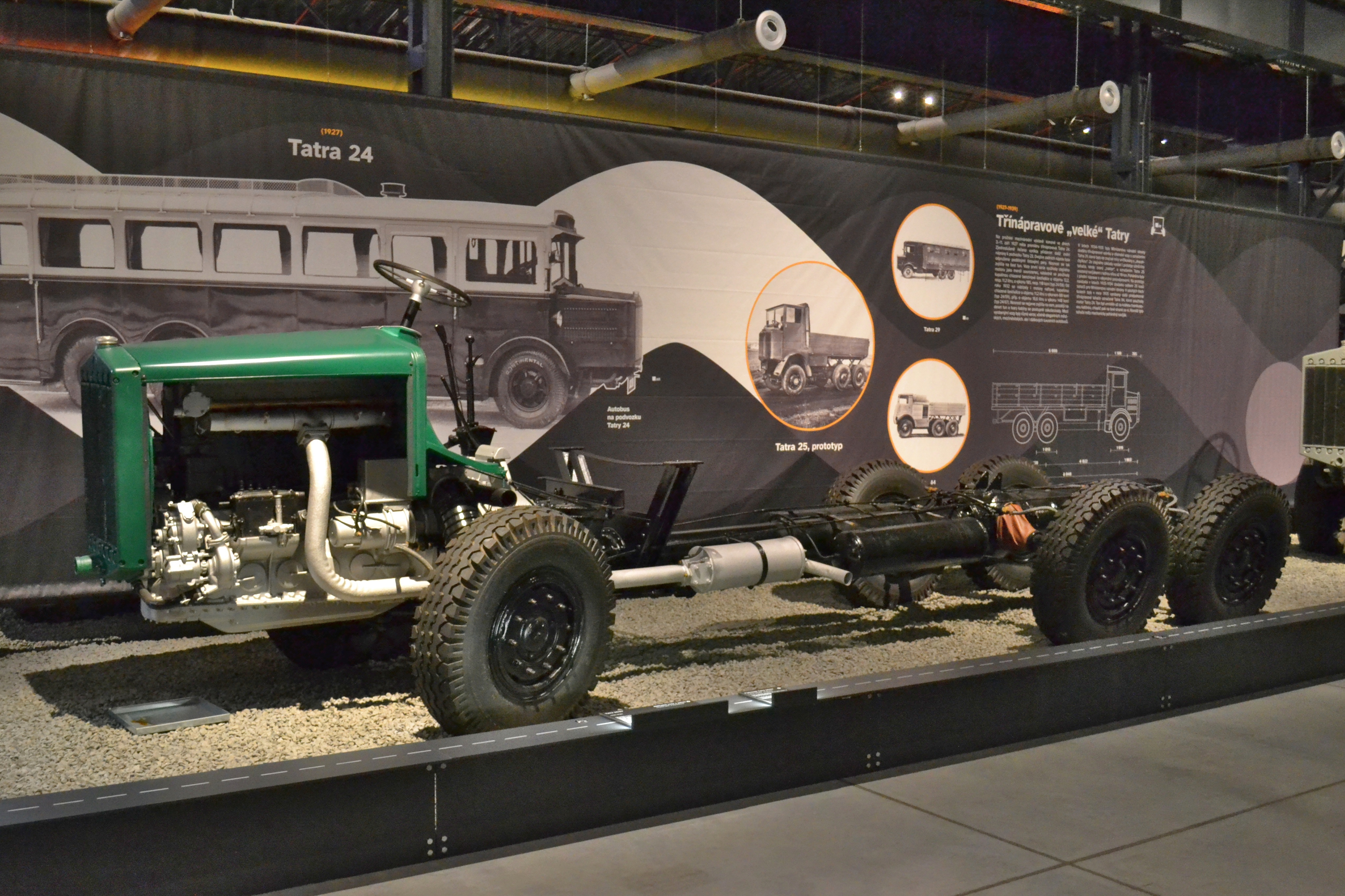
podvozek Tatra 24/67, Muzeum nákladních automobilů Tatra

Základ podvozku tvoří ocelová páteřová roura, k níž je vpředu přimontovaný blok motor, převodovka a rozvodovka. Vzadu jsou dvě hnací nápravy s výkyvnými poloosami, odpruženými dvěma šikmo uloženými půleliptickými listovými péry. Nepoháněná přední náprava má nezávislé zavěšení polonáprav ze dvou dvojic nad sebou uložených trojúhelníkových ramen, odpružených vinutými pružinami. Rozchod předních i zadních kol činí 1800 mm. Rozvor náprav je 4022+1250 mm, u autobusu 4340+1250 mm. Světlá výška pod nápravami je 280 mm. Hmotnost podvozku činí 3500 kg.
Vůz je opatřen kapalinovými bubnovými brzdami Lockheed na všech kolech, případně tlakovzdušnými brzdami Knorr (autobusy). Parkovací mechanická brzda je v bubnu centrální nosné roury. Kola jsou disková 20" s  pneumatikami rozměru 40×10,5".

### Rozměry a výkony
Údaje pro verzi Tatra 24 s motorem T64

Délka: nákladní 7800–8050 mm, autobus 8800 mm

Šířka: 2 200 mm

Výška: nákladní 2 600 mm, autobus 2800 mm

Hmotnost podvozku: 3 500 kg

Pohotovostní hmotnost: nákladní 5650 kg, autobus 6570 kg

Užitečná hmotnost: 6 000 kg

Maximální rychlost: nákladní 40 km/h, autobus 45 km/h